# Carlo Albani, I principe di Soriano nel Cimino
Carlo Albani, I principe di Soriano nel Cimino (Roma, 24 febbraio 1687 – Roma, 1º giugno 1724), è stato un nobile italiano.

## Biografia
Nato a Roma nel 1687, Carlo era figlio di Orazio Albani e di sua moglie, Bernardina Ondedei. Suo zio era papa Clemente XI.
La sua posizione privilegiata come nipote del pontefice, lo portò ad accumulare grandi ricchezze già prima della morte di suo padre: il 29 novembre 1693 ricevette col fratello Alessandro le "regalie sul sale", ovvero la rendita fissa di alcune tasse, a vita, e grazie all'appoggio fornito alla famiglia Barberini, divenne ben presto maestro di camera del cardinale Carlo Barberini sino alla morte di questi nel 1704.
Nel 1709, sempre col fratello Alessandro, ebbe il compito di ricevere nello stato della chiesa re Federico IV di Danimarca. In quello stesso anno, lo scrittore Apostolo Zeno gli dedicò assieme al fratello il suo dramma in musica dal titolo Engelberta.
Nel 1711 succedette al padre alla guida della casata, e l'anno successivo assieme ai suoi due fratelli ottenne l'incarico di ufficiale presso il Campidoglio di Roma. Nel 1715 acquistò il feudo di Soriano nel Cimino, nel Lazio, dalla famiglia degli Altemps grazie all'appoggio dello zio papa, ottenendo nel 1721 dal pontefice Innocenzo XII il titolo di principe su quel feudo oltre che sul cognome, assieme all'incarico di principe assistente al soglio pontificio. Occupandosi attivamente del proprio nuovo dominio, Carlo fece restaurare diversi edifici di culto e palazzi in città, ma soprattutto realizzò la facciata della Chiesa di Sant'Eutizio. Nel 1716 gli venne dedicata la commedia I ripieghi amorosi, da rappresentarsi nel Carnevale e nel 1717 venne inviato ad Urbino per incontrare a nome del pontefice il pretendente al trono d'Inghilterra in esilio, Giacomo Edoardo Stuart, che riceverà poi anche presso il proprio palazzo di Soriano nel Cimino. Nel 1719 fu ancora una volta Apostolo Zeno a dedicare un dramma alla famiglia Albani, questa volta nella persona di sua moglie.
Nel 1720 diede il via alla ricca collezione d'arte della famiglia Albani grazie alla donazione testamentaria ricevuta da mons. Gianmaria Lancisi. Nel 1722 fece completare il restauro della chiesa di San Sebastiano in Urbino fatta cominciare da suo padre, forse opera dell'abate Giuseppe Laurenti. Fece parte dell'Accademia dell'Arcadia col nome di Cleandro Elideo.
Il suo matrimonio poi con una rappresentante della casata dei Borromeo, imparentata per parte di padre con San Carlo Borromeo e per parte di madre con papa Innocenzo XI, contribuì ulteriormente a cementare la sua posizione tra le famiglie aristocratiche romane di rilievo. Per l'occasione, il poeta Domenico Chelucci dedicò agli sposi una propria egloga.
Acquistò dall'Ospedale di Santa Maria della Pietà lo stabile su cui oggi sorge il Palazzo Albani alle Quattro Fontane nel 1719 per la somma di 23.000 scudi, con un attiguo palazzetto per la somma di 9.500 scudi ulteriori. Carlo Albani curò personalmente i lavori di ampliamento e risistemazione della struttura che vennero affidati all'architetto Filippo Barigioni, mentre le decorazioni pittoriche vennero commissionate a Giovanni Paolo Pannini, Giovanni Odazzi, Muzio di Giovanni, Cherubino Alberti e Pietro Cennini.
Morì a Roma nel 1724 e fu sepolto nella tomba di famiglia presso la Basilica di San Sebastiano fuori le mura.

## Matrimonio e figli
Carlo sposò a Milano il 4 aprile 1714 la contessa Teresa Virginia Borromeo Arese (23 febbraio 1699-20 dicembre 1772), figlia di Carlo Borromeo Arese, viceré di Napoli, e di sua moglie, Giovanna Odescalchi. Da questo matrimonio nacquero i seguenti figli:
- Elena Caterina (1º agosto 1716 - di parto, 29 aprile 1732), sposò il 14 febbraio 1731 Michelangelo Caetani, X duca di Sermoneta
- Orazio (21 settembre 1717 - 29 luglio 1792), II principe di Soriano nel Cimino, sposò nel 1748 Maria Anna Cybo-Malaspina
- Giulia Augusta (6 gennaio 1719 - 20 marzo 1789), sposò il 27 febbraio 1735 Agostino Chigi della Rovere, III principe di Farnese
- Giovanni Francesco (26 febbraio 1720 - 15 settembre 1803), cardinale
- Maria Anna Giuseppa (5 luglio 1721 - 1780[3]), sposò il 17 febbraio 1740 Carlo Loffredo (1715 - 1791), marchese di Trevico, II principe di Migliano
- Clemente Francesco (9 giugno 1723 - 2 gennaio 1724)
- Carlo Pietro (postumo, 18 ottobre 1724 - 31 dicembre 1759), cavaliere dell'Ordine di Malta dal 1729, Balì di Armenia dell’Ordine Gerosolimitano; dal 1752 è chierico di camera papale e Canonico di San Pietro in Vaticano.

## Albero genealogico
|                                                |   |                          | Genitori          |  |  | Nonni |  |  | Bisnonni      |  |  | Trisnonni       |  |
|                                                |   |                          |                   |  |  |       |  |  | Orazio Albani |  |  | Annibale Albani |  |
|                                                |   |                          |                   |  |  |       |  |  | Orazio Albani |  |  | Annibale Albani |  |
|                                                |   | Giulia Giordani          |                   |  |  |       |  |  | Orazio Albani |  |  |                 |  |
| Carlo Albani                                   |   |                          |                   |  |  |       |  |  | Orazio Albani |  |  |                 |  |
|                                                |   | Olimpia Staccoli         | Girolamo Staccoli |  |  |       |  |  |               |  |  |                 |  |
|                                                |   | Olimpia Staccoli         | Girolamo Staccoli |  |  |       |  |  |               |  |  |                 |  |
|                                                |   | Olimpia Staccoli         | …                 |  |  |       |  |  |               |  |  |                 |  |
| Orazio Albani                                  |   | Olimpia Staccoli         |                   |  |  |       |  |  |               |  |  |                 |  |
|                                                |   | Giovanni Francesco Mosca | Ettore Mosca      |  |  |       |  |  |               |  |  |                 |  |
|                                                |   | Giovanni Francesco Mosca | Ettore Mosca      |  |  |       |  |  |               |  |  |                 |  |
|                                                |   | Giovanni Francesco Mosca | …                 |  |  |       |  |  |               |  |  |                 |  |
| Elena Mosca                                    |   | Giovanni Francesco Mosca |                   |  |  |       |  |  |               |  |  |                 |  |
|                                                |   | Lucia Nembrini           | Giovanni Nembrini |  |  |       |  |  |               |  |  |                 |  |
|                                                |   | Lucia Nembrini           | Giovanni Nembrini |  |  |       |  |  |               |  |  |                 |  |
|                                                |   | Lucia Nembrini           | …                 |  |  |       |  |  |               |  |  |                 |  |
| Carlo Albani, I principe di Soriano nel Cimino |   | Lucia Nembrini           |                   |  |  |       |  |  |               |  |  |                 |  |
|                                                | … | …                        |                   |  |  |       |  |  |               |  |  |                 |  |
|                                                | … | …                        |                   |  |  |       |  |  |               |  |  |                 |  |
|                                                | … | …                        |                   |  |  |       |  |  |               |  |  |                 |  |
| Ottavio Ondedei                                | … |                          |                   |  |  |       |  |  |               |  |  |                 |  |
|                                                |   | …                        | …                 |  |  |       |  |  |               |  |  |                 |  |
|                                                |   | …                        | …                 |  |  |       |  |  |               |  |  |                 |  |
|                                                |   | …                        | …                 |  |  |       |  |  |               |  |  |                 |  |
| Bernardina Ondedei                             |   | …                        |                   |  |  |       |  |  |               |  |  |                 |  |
|                                                |   | …                        | …                 |  |  |       |  |  |               |  |  |                 |  |
|                                                |   | …                        | …                 |  |  |       |  |  |               |  |  |                 |  |
|                                                |   | …                        | …                 |  |  |       |  |  |               |  |  |                 |  |
| …                                              |   | …                        |                   |  |  |       |  |  |               |  |  |                 |  |
|                                                |   | …                        | …                 |  |  |       |  |  |               |  |  |                 |  |
|                                                |   | …                        | …                 |  |  |       |  |  |               |  |  |                 |  |
|                                                |   | …                        | …                 |  |  |       |  |  |               |  |  |                 |  |
|                                                |   | …                        |                   |  |  |       |  |  |               |  |  |                 |  |